# Лејк Изабела (Калифорнија)
Лејк Изабела (енгл. Lake Isabella) насељено је место без административног статуса у америчкој савезној држави Калифорнија.

## Демографија
По попису из 2010. године број становника је 3.466, што је 151 (4,6%) становника више него 2000. године.
| Група             | 2000.         | 2010.         |
| Белци             | 2.870 (86,6%) | 2.876 (83,0%) |
| Афроамериканци    | 2 (0,1%)      | 6 (0,2%)      |
| Азијати           | 27 (0,8%)     | 18 (0,5%)     |
| Хиспаноамериканци | 224 (6,8%)    | 339 (9,8%)    |
| Укупно            | 3.315         | 3.466         |